# Винко Грдан

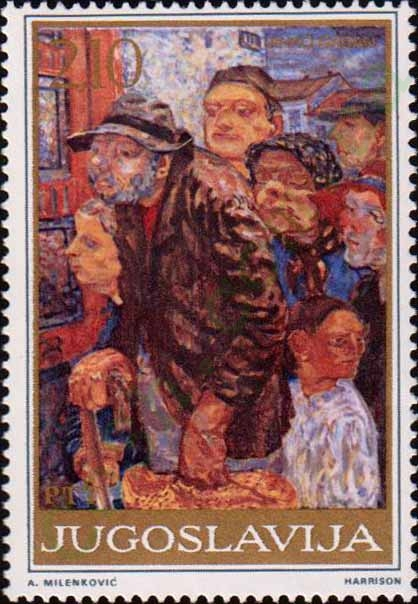
Картина В. Грдана «Люди в дверях» на почтовой марке Югославии 1975 г.

Винко Грдан (хорв. Vinko Grdan; 1900, Копривница — 1980, Белград, СФРЮ) — югославский, сербский и хорватский художник, педагог, профессор Академии искусств в Белграде.

## Биография
Учился живописи в училище искусств и ремесел (ныне Загребская академия изящных искусств). Ученик Любо Бабича.
Участвовал в выставках с 1926 года. Был одним из основателей художественной группы «Земля» («Grupa Zemlja»), направленной на защиту своей художественной независимости от внешних воздействий, таких как импрессионизм, неоклассицизм и концепции Искусство ради искусства. Члены группы «Земля» утверждали, что искусство должно отражать социальную среду, из которой она проистекает и должна отвечать современным потребностям, следовательно, нужен акцент на популяризацию искусства, как дома, так и за рубежом.
Участвовал в коллективных экспозициях этой группы, вместе с А. Августинчичем, И. Табаковичем и другими.
В 1927 году он получил работу в качестве преподавателя рисования в Ужице (Сербия), позже переехал в Белград и работал в педагогическом училище.
После Второй мировой войны с 1948 — профессор рисунка, живописи и композиции в недавно открывшейся Академии искусств в Белграде.
С 1959 по 1965 был деканом Академии.
Художник-колорист. Представитель Белградской школы живописи 1940-х — 1950-х годов.